# 오기후시역
오기후시역(일본어: 荻伏駅)은 일본 홋카이도 우라카와 군 우라카와정에 위치한 홋카이도 여객철도 히다카 본선의 철도역이다. 단선 승강장 1면 1선의 구조를 갖춘 지상역이다.

## 이용 현황
- 1981년도 : 94명
- 1992년도 : 138명

## 역 주변
- 모토우라 강
- 우라카와 정청 오기후시 지소

## 역사
- 1935년 10월 24일 : 국유철도 히다카 선 히다카미쓰이시 역 - 우라카와 역 간 연장 개통에 의해 개업. 일반역.
- 1943년 11월 1일 : 선로명을 히다카 본선으로 개칭, 그것에 의해 이 노선의 역으로 함.
- 1977년 2월 1일 : 화물 · 하물 취급 폐지.
- 시기 불명 : 무인화.
- 1987년 4월 1일 : 일본국유철도 분할 민영화에 의해 홋카이도 여객철도가 승계.
- 2011년 5월 : 간이 위탁 폐지, 완전 무인화.
- 2021년 4월 1일 : 폐역.

## 인접 역
| 홋카이도 여객철도 히다카 본선 | 홋카이도 여객철도 히다카 본선 | 홋카이도 여객철도 히다카 본선 |
| ----------------------------- | ----------------------------- | ----------------------------- |
| 혼키리 도마코마이 방면        | ■ 히다카 본선                 | 에후에 사마니 방면            |